# Ericsson
Ericsson AB – szwedzkie przedsiębiorstwo o zasięgu globalnym, założone w 1876 roku w Sztokholmie przez Larsa Magnusa Ericssona. Ericsson jest dostawcą usług i infrastruktury dla operatorów telekomunikacyjnych. W skład produktów przedsiębiorstwa wchodzą: infrastruktura sieci stałych i mobilnych, internet szerokopasmowy oraz rozwiązania multimedialne. Firma Ericsson działa w 175 krajach. W 2008 roku ponad 75 000 pracowników wygenerowało dochód wysokości 32,2 miliarda USD (209 miliardów SEK). Firma jest obecna na giełdach OMX Nordic Exchange Stockholm i NASDAQ. Ericsson zarządza sieciami, które służą 195 milionom użytkowników. Ericsson posiada ok. 37 000 patentów. Ericsson posiada w Polsce biura w między innymi w Warszawie, Gdańsku i Poznaniu oraz dwa centra badawczo-rozwojowe w Łodzi i Krakowie, zatrudnia około 2300 inżynierów.
W Polsce pierwsza centrala tego producenta została uruchomiona w Warszawie w 1904 roku.

## Historia

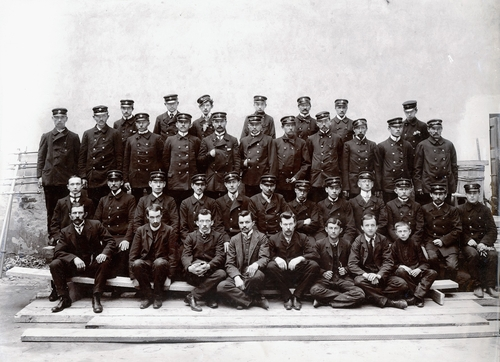
Zdjęcie grupowe pracowników obsługi technicznej centrali telefonicznej, ok. 1900 roku (fot. Ericsson)

Produkty firmy Ericsson były dostępne w Polsce od 1901 roku.
Stare zdjęcia Warszawy, wykonane przez pracowników firmy Ericsson, były inspiracją dla wnętrz restauracji „Kom” Katarzyny Figury.

### Kalendarium obecności w Polsce

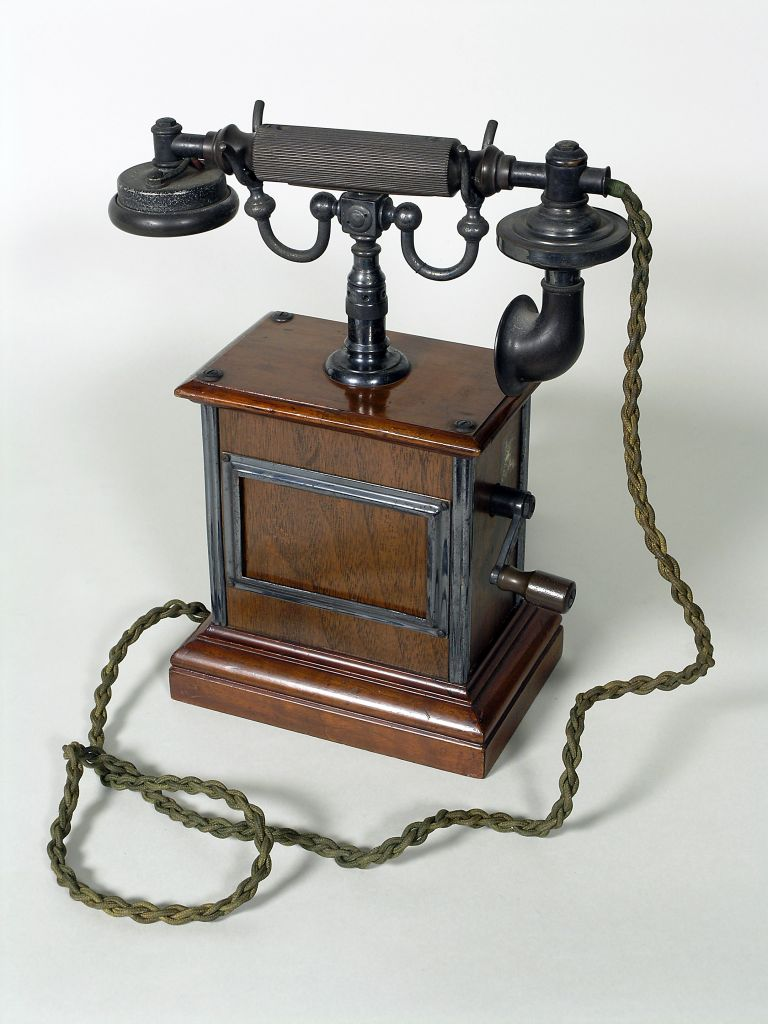
Jeden z pierwszych, drewniany telefon Ericsson, wyprodukowany przez Ericsson Telephone Co. Ltd., z Nottingham, w Anglii. Obecnie w kolekcji Muzeum Nauki w Birmingham.

- 1904 Uruchomienie pierwszej centrali firmy Ericsson przy ulicy Zielnej 37 w Warszawie[4].
- 1918 Po zakończeniu I wojny światowej, Towarzystwo Akcyjne Telefonów Cedergrena odzyskuje kontrolę nad warszawską siecią telefoniczną. Firmy SAT i LM Ericsson łączą się; powstaje Almanna Telefon AB LM Ericsson i przejmuje prawa do spółki Telefon AB Cedergren. Odtąd spółka „Cedergren” utożsamiana jest z firmą Ericsson
- 1922 Ericsson, wraz z rządem polskim, został współzałożycielem Polskiej Akcyjnej Spółki Telefonicznej (PAST).
- 1924 Ericsson stworzył Polską Akcyjną Spółkę Elektryczną (PASE). Z początku zajmowała się ona odsprzedażą sprzętu telefonicznego, a od 1928 r. także jego produkcją na terenie Polski. Pierwszy warsztat teletechniczny otwarto w Warszawie przy ul. Mokotowskiej 60. Aby podołać wzmożonemu popytowi, w 1932 r. PASE otwarło produkcję w fabryce w Wełnowcu (Katowice). Ericsson produkował także artykuły elektrotechniczne, urządzenia elektryczne oraz kontrolne, m.in. używane w sygnalizacji kolejowej.
- 1938 Ostatnia przedwojenna inwestycja w Polsce – uruchomienie fabryki w Radomiu.
- 1944 Powstanie warszawskie. 20 sierpnia 1944  1944 powstańcy zdobyli gmach PAST-y, co było jednym z największych sukcesów militarnych w czasie powstania
- 1946 Okres powojenny wiązał się z ograniczeniem obecności firmy Ericsson w Polsce. Nacjonalizacja PAST i fabryki w Radomiu. Mimo to Ericsson wciąż był w Polsce obecny.
- 1948 Otwarcie Biura Informacji Technicznej Ericsson w Warszawie.
- 1950-1960 Ericsson dostarczył urządzenia telekomunikacyjne do central w Krakowie i Łodzi.
- 1971 Podpisanie umowy licencyjnej na nowy system sygnalizacji kolejowej.
- 1992 W nowych warunkach demokratycznej Polski i gospodarki rynkowej powstała spółka Schrack Ericsson.
- 1994 Powstała spółka joint-venture Ericsson Unimor (radiolinie dla wojska i zasilacze dla telekomunikacji). Ericsson podpisał z PTK Centertel umowę i zbudował sieć NMT (jako jeden z dwóch dostawców): pierwszą sieć telefonii komórkowej w Polsce (zrealizowaną przez Schrak-Ericsson Sp. z o.o.).
- 1995 Rejestracja Ericsson Sp. z o.o., będącej w 100% własnością Telefonaktiebolaget LM Ericsson.
- 1996 Podpisanie kontraktu na budowę sieci komórkowej GSM dla Polskiej Telefonii Cyfrowej.
- 1999 Ericsson podpisał kontrakt na rozbudowę sieci telefonii komórkowej Era GSM. Wraz z Netia Telecom rozpoczął realizację ogólnopolskiej wielousługowej sieci IP, a firmie Internet Data Systems dostarczył serwery dostępowe typu Tigris.
- 2000 Ericsson wybrany został przez PTK Centertel na dostawcę infrastruktury GSM. Rozwijał współpracę z polskimi firmami w zakresie rozwoju dostarczania i obsługi szybkich sieci teleinformatycznych, sieci transmisji danych, rozwiązań głosowych na platformach tradycyjnych i konwergentnych oraz kompletnych rozwiązań z zakresu CTI.
- 2002 Firmy Ericsson i Polkomtel S.A. operator sieci Plus podpisały umowę na dostawę, instalację, uruchomienie oraz serwisowanie sprzętu telekomunikacyjnego.
- 2003 Ericsson podpisał z firmą Netia umowę na rozbudowę sieci IP oraz wdraża w TPSA system nadzoru wydarzeń kryzysowych w sieci POLPAK-T.
- 2004 Podpisanie umowy z Polską Telefonią Cyfrową na dostarczenie usługi streaming, dzięki zastosowaniu nowej technologii EDGE.
- 2004 Ericsson podpisał z firmą Polkomtel S.A. umowę na dostarczenie infrastruktury 2G/3G (GSM, UMTS).
- 2005 Ericsson podpisał z Polską Telefonią Cyfrową kontrakt na dostawę systemu 3G.
- 2006 Ericsson podpisał umowę z Netią na usługi z zakresu Managed Services: utrzymanie i zarządzanie siecią.
- 2006 Ericsson podpisał umowę z Polkomtelem na usługi z zakresu managed services: turnkey.
- 2007 Ericsson dostarczył HSDPA firmie PTC.
- 2007 Ericsson dostarczył system IMT Telekomunikacji Polskiej.
- 2007 Ericsson dostarczył operatorowi P4 rozwiązanie do badania jakości i wydajności sieci 3G.
- 2007 Ericsson dostarczył HSPA operatorom Polkomtel i PTC.
- 2008 Ericsson wdrożył Mobile Softswitch (Centrala Operatorska) dla firmy PTC.
- 2008 Ericsson otworzył Global Service Delivery Center w Polsce.
- 2010 Przedłużenie umowy Managed Services z firmą Netia.
- 2010 Ericsson zmodernizował sieć 3G w Warszawie dla firmy PTC.
- 2011 Ericsson zamknął Global Service Delivery Center w Polsce i przeniósł go do Indii.
- 2010 Ericsson podpisał kontrakt na wdrożenie platform IMS w Polkomtel.
- 2011 Ericsson zmodernizował sieć transmisyjną dla technologii IP dla firmy PTC.
- 2012 Ericsson podpisał kontrakt z Polkomtelem i Aero2 na rozbudowę zasięgu sieci WCDMA i LTE.
- 2012 Rozszerzenie umowy Managed Services z firmą Netia
- 2014 Testy usługi LTE Broadcast dla Polkomtela w trakcie Mistrzostw Świata w piłce siatkowej mężczyzn.
- 2015 Transformacja OSS dla Orange Polska.
- 2015 Wdrożenie platformy usługowej wraz z infrastrukturą WiFi na stadionie Legii Warszawa
- 2016 Przejęcie udziałów i działalności firmy Ericpol w Polsce i na Ukrainie.
- 2016 Ericsson podpisał umowę z UPC Polska na serwis i utrzymanie sieci operatora telewizji kablowej.

### Historyczne siedziby

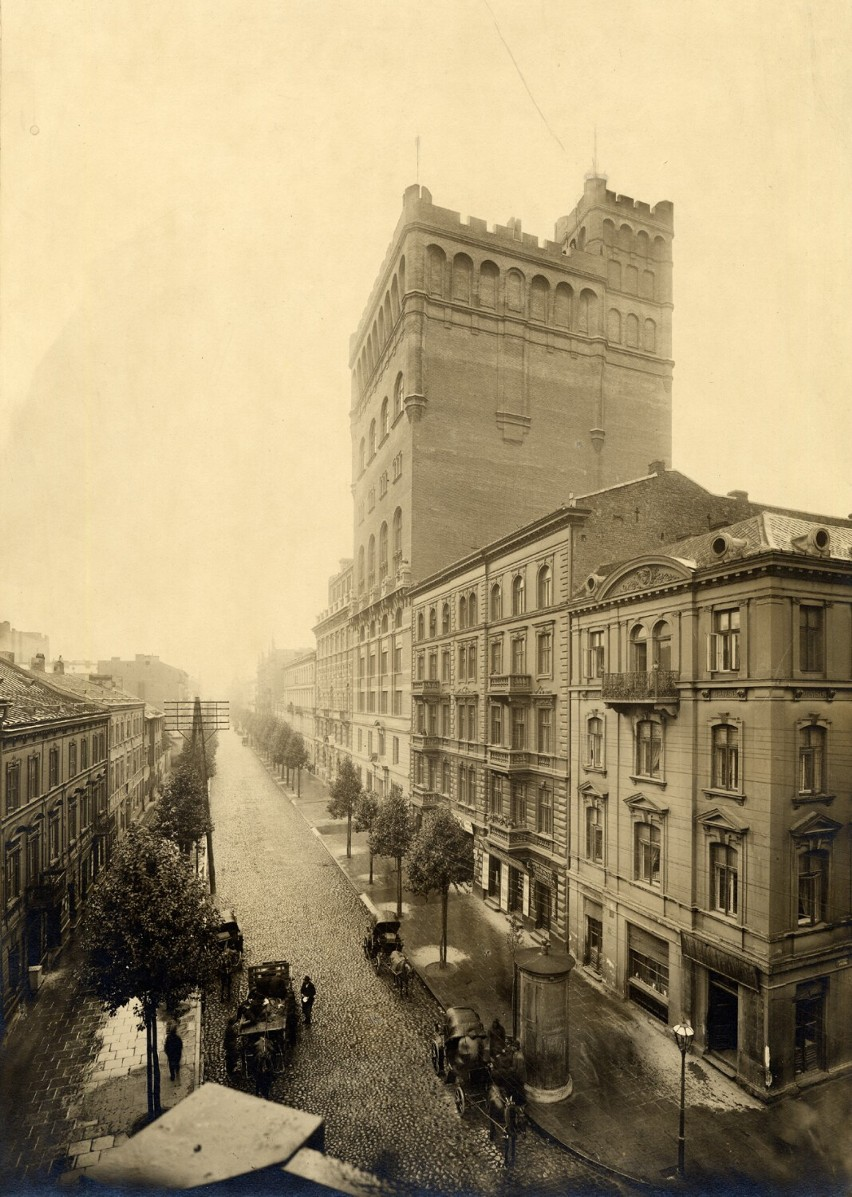
Zespół budynków PAST-y przy ul. Zielnej 37 i 39 w Warszawie, w których mieściły się centrale telefonicznej

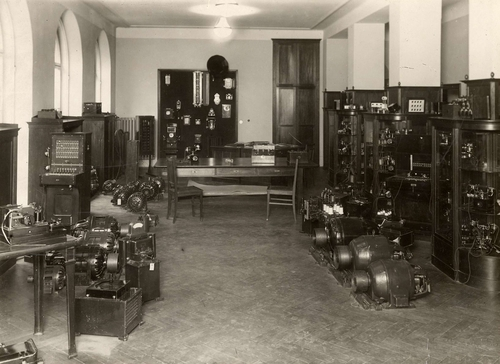
Wnętrza centrali telefonicznej przy Zielnej projektu Ragnara Östberga (fot. Ericsson)

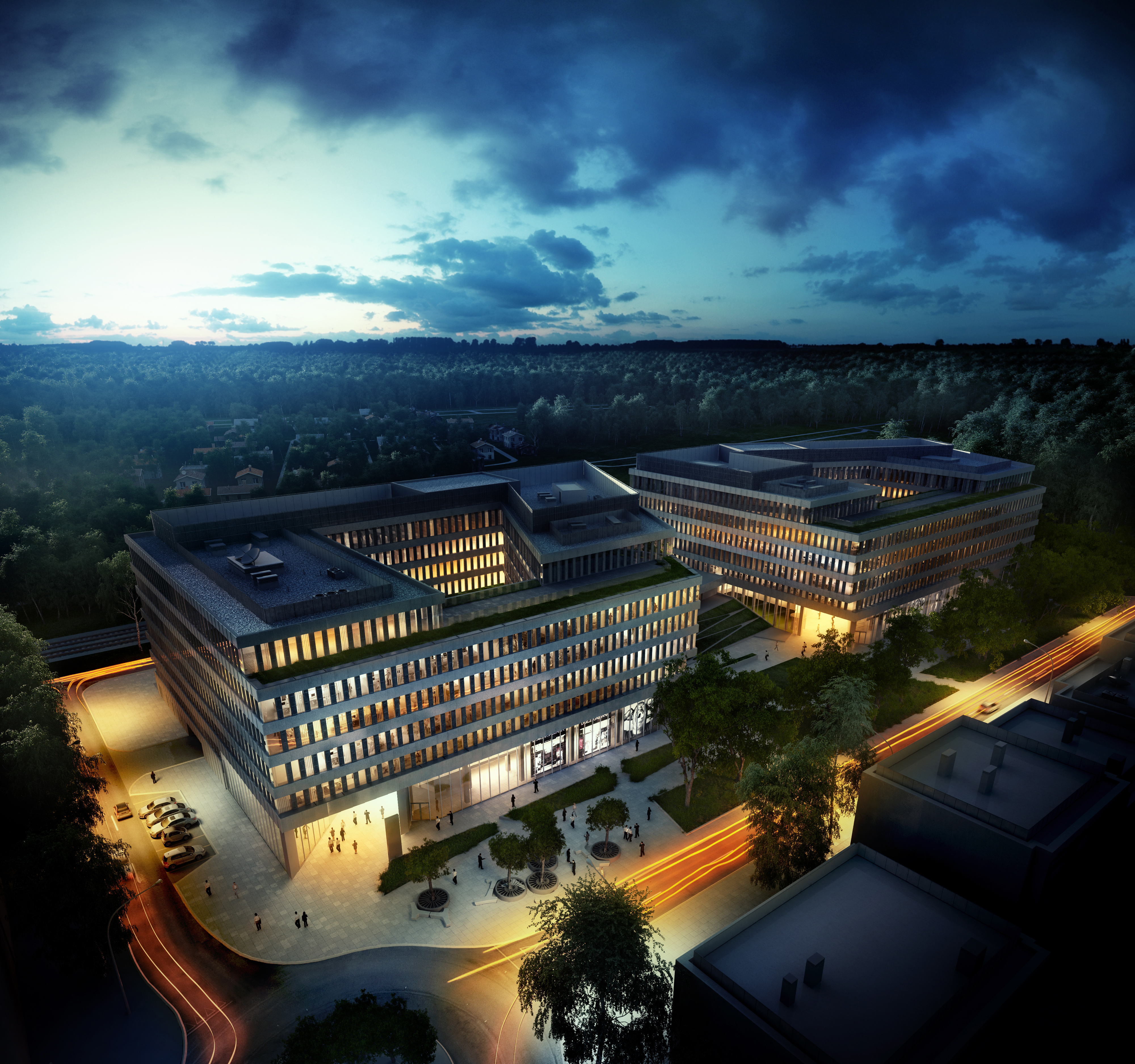
Siedziba firmy Ericsson w Warszawie przy ulicy Konstruktorskiej 12

Pierwsza centrala firmy Ericsson została uruchomiona w 1904 roku przy ulicy Zielnej w Warszawie. Na decyzję dotyczącą zbudowania siedziby wpłynęło pozwolenie na przebudowę sieci telefonów Bella na system stacji centralnej, które H.T. Cedergren uzyskał w 1902 roku. Budowę rozpoczęto w 1903 roku, ukończono zaś jesienią następnego roku. 16 listopada 1904 r. uroczyście otwarto tę placówkę. Za projekt budynku odpowiadał jeden z profesorów Politechniki Sztokholmskiej – Izaak Gustaw Clason. W Warszawie nad budową czuwał stołeczny architekt Bronisław Brochwicz-Rogóyski.
Znaczny wzrost liczby telefonów skłonił właścicieli firmy do rozbudowy siedziby, która miała miejsce w latach 1908–1910. Nowy budynek zbudowano nieopodal, na specjalnie zakupionej w tym celu parceli przy Zielnej 39. PASTA uznawana jest za pierwszy warszawski wieżowiec. Podobnie jak w przypadku poprzedniej budowli, korzystano z usług sprawdzonych architektów – budynek zaprojektował Clason, a na miejscu Brochwicz-Rogóyski czuwał nad realizacją projektu.
W czasie II wojny światowej PASTA pełniła ważną funkcję strategiczną. W 1944 wciąż znajdował się w czołówce wysokościowców – był drugim co do wielkości budynkiem w Śródmieściu. Z ostatniego piętra wieżowca widać było całe centrum Warszawy. Miesiła się w nim również międzynarodowa centrala telefoniczna. Dlatego też Niemcy zamienili to miejsce w twierdzę. Na początku powstania warszawskiego budynek jeszcze umocniono.
Pierwsze dwa ataki powstańców skończyły się niepowodzeniem. Dopiero trzecia próba szturmu okazała się skuteczna. Powstańcy musieli zdobywać każdą kondygnację po kolei. Bitwa o PAST-ę zakończyła się 21 sierpnia 1944 roku. Podczas ataku zginęło 36 Niemców, 115 trafiło do niewoli. Zdobycie PASTY-y uznaje się za jeden z największych powstańczych sukcesów.

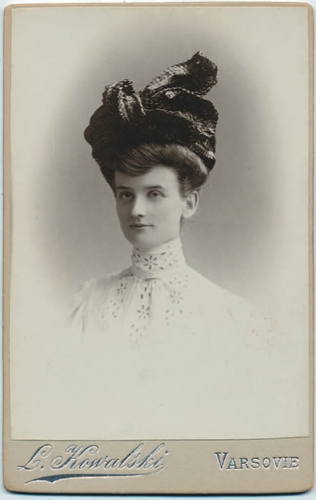
Pracownica Biura Numerów w centrali przy Zielnej w Warszawie, zdjęcie z 1908 roku (fot. Ericsson)

### Telefonistki

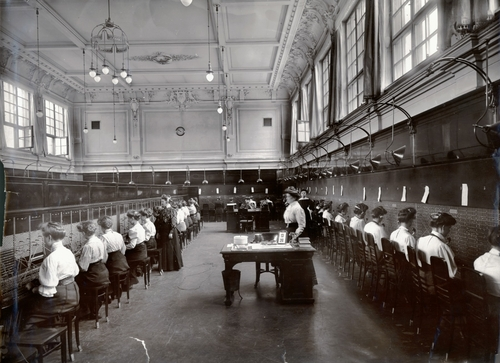
Główna sala centrali telefonicznej przy ulicy Zielnej 37. Warszawa, ok. 1908 roku (fot. Ericsson)

Ericsson był jedną z pierwszych firm w Polsce, która zatrudniała kobiety. 
Posada telefonistki zapewniała godziwe zarobki i stanowiła awans społeczny dla kobiet. Zwłaszcza że do tej pory, szczególnie te niezamożne, mogły się ubiegać co najwyżej o posadę guwernantki. Firma prowadziła ostrą selekcję. Szukano kobiet znających język rosyjski, niezamężnych i bezdzietnych. Potencjalna telefonistka musiała dostarczyć listy referencyjne. Dane z 1906 roku mówią o 171 zatrudnionych telefonistkach. Kobiety pracowały siedem godzin: po pierwszych trzech godzinach pracy następowała trzygodzinna przerwa.
W budynku znajdowało się specjalne pomieszczenie do spędzania czasu wolnego tzw. „Klub Panien telefonistek”. Znajdowała się tam kuchnia, bufet, sala jadalna i sala gościnna. Wewnątrz stało też pianino. Do dyspozycji telefonistek pozostawała również szatnia z numerowanymi szafkami zamykanymi na klucz oraz sypialnia.
5% miesięcznych dochodów telefonistki odkładano w tzw. Kasie Przezorności. Po odejściu z pracy były one wypłacane w formie emerytury. Kobiety miały swojego przedstawiciela w zarządzie – była nim ich aktualna kierowniczka.